# Rhodos Presse
Rhodos Presse est un éditeur de petit format mineur dont la particularité est d'avoir fonctionné en binôme avec Elisa Presse. G. Santini étant d'ailleurs le directeur de publication des deux. Ensemble, ils ont publié entre 1974 et 1975. Il semblerait qu'Elisa avait les droits de publication sur Magnus et quand une revue Rhodos incluait du Magnus, elle passait chez Elisa ! La parution d'épisodes de Kriminal, Satanik et autres personnages de Magnus étant le principal intérêt de cet éditeur bicéphale qui fut le champion des séries courtes (le plus souvent, moins de 3 numéros). Son siège social était au 110 avenue de Gaulle, 92200 Neuilly.

## Liste des revues
- Bang (6)
- Baroud (8)
- Bobby (6)
- Boomerang (7)
- Captan (1)
- CIA (1)
- Cobra (8)
- Deluge (6)
- Fatal (7)
- Furioso (7)
- Kerry Drake (8)
- Luger (6)
- Rio Apache (2)
- Steve Roper (8)
- Yucca (6)